# Palmetto (Georgia)
Palmetto – miasto w Stanach Zjednoczonych, w stanie Georgia.

## Lokalizacja
Położone jest w większości w hrabstwie Fulton, ale pewną część miejscowości obejmuje hrabstwo Coweta.